# ۸۰۱ (خورشیدی)
۸۰۱ هشتصد و یکمین سال هجری خورشیدی است.